# L'Omelette à la Follembuche
L'Omelette à la Follembuche est une opérette bouffe en 1 acte d'Eugène Labiche et Marc-Michel, avec une musique de Léo Delibes, représentée pour la première fois à Paris au Théâtre des Bouffes-Parisiens le 8 juin 1859.

## Distribution
- Léonce : la baronne de Follembuche
- Désiré : le marquis de Criquebœuf
- Mesmacre : Pertuisan, son fils
- Jean-Marie Geoffroy : le chevalier de Givrac
- Mlle Mareschal : Berthe, nièce de la baronne
- Tautin : tabellion
- Antognini : le Grand Écuyer du Roi